# 전 논산 청동방울 일괄
전 논산 청동방울 일괄(傳 論山 靑銅鈴 一括)은 서울특별시 용산구 한남동, 삼성미술관 리움에 소장하고 있는 시대 미상의 장신구 유물이다. 1973년 3월 19일 대한민국의 국보 제146호로 지정되었다.

## 개요
청동기시대 의식을 행할 때 흔들어 소리를 내던 청동방울로, 충청남도 논산에서 발견된 것으로 알려져 있다. 
8각형 별모양으로 각 모서리에 방울이 달린 팔주령 2점, 포탄모양의 간두령 2점, X자모양으로 교차된 조합식쌍두령 1점, 아령모양의 쌍두령 2점이 발견되었다. 
팔주령은 8각형 별모양으로 각 모서리에 방울이 하나씩 달린 형태이다. 방울 부분은 길게 구멍이 나 있으며 그 안에 청동 구슬이 들어 있어 흔들면 소리가 나도록 구성되었다. 
간두령은 포탄 모양으로 되어있으며, 아래쪽에는 테두리가 달려있다. 매우 복잡하고 정교한 무늬를 볼 수 있다. 
조합식쌍두령은 방울이 달린 끝 쪽이 X자형태로 교차된 모습을 하며 방울은 팔주령의 것과 동일하다. 
쌍두령은 아령모양이며 양쪽에 방울이 있다. 방울에는 각각 4개의 구멍이 있고 사이에 무늬가 새겨져있다. 
소리를 내는 용도로 보아  청동기시대 만든 의식용 유물들로 추정되며 정교한 제작 솜씨를 통해 당시의 발달된 주조기술은 물론이고, 신앙이나 의식 연구에도 도움을 주는 중요한 유물들이다

## 세부 목록
| 번호    | 사진 | 명칭                                                                        | 소재지                                                   | 관리자 (단체)   | 지정일               | 참조 |
| 146-1호 |      | 전 논산 청동방울 일괄 - 팔주령 (傳 論山 靑銅鈴 一括 - 八珠鈴)               | 서울 용산구 이태원로55길 60-16, 삼성미술관 리움 (한남동) | 삼성미술관 리움 | 1973년 3월 19일 지정 |      |
| 146-2호 |      | 전 논산 청동방울 일괄 - 간두령 (傳 論山 靑銅鈴 一括 - 竿頭鈴)               | 서울 용산구 이태원로55길 60-16, 삼성미술관 리움 (한남동) | 삼성미술관 리움 | 1973년 3월 19일 지정 |      |
| 146-3호 |      | 전 논산 청동방울 일괄 - 조합식 쌍두령 (傳 論山 靑銅鈴 一括 - 組合式 雙頭鈴) | 서울 용산구 이태원로55길 60-16, 삼성미술관 리움 (한남동) | 삼성미술관 리움 | 1973년 3월 19일 지정 |      |
| 146-4호 |      | 전 논산 청동방울 일괄 - 쌍두령 (傳 論山 靑銅鈴 一括 - 雙頭鈴)               | 서울 용산구 이태원로55길 60-16, 삼성미술관 리움 (한남동) | 삼성미술관 리움 | 1973년 3월 19일 지정 |      |

## 참고 자료
- 전 논산 청동방울 일괄 - 국가유산청 국가유산포털